# Jan Szkodoń
Jan Stefan Szkodoń (ur. 19 grudnia 1946 w Chyżnem) – polski duchowny rzymskokatolicki, doktor nauk teologicznych, biskup pomocniczy krakowski w latach 1988–2022, od 2022 biskup pomocniczy senior archidiecezji krakowskiej.

## Życiorys
Urodził się 19 grudnia 1946 w Chyżnem. W latach 1960–1964 uczęszczał do liceum ogólnokształcącego w Jabłonce, w 1964 złożył egzamin dojrzałości. W latach 1964–1970 odbył studia filozoficzno-teologiczne na Papieskim Wydziale Teologicznym w Krakowie, jednocześnie zdobywając formację kapłańską w miejscowym Metropolitalnym Wyższym Seminarium Duchownym. Święceń prezbiteratu udzielił mu 22 marca 1970 w kościele Przemienienia Pańskiego w Jabłonce kardynał Karol Wojtyła, arcybiskup metropolita krakowski. Magisterium-licencjat uzyskał w 1972 na Papieskim Wydziale Teologicznym w Krakowie. W latach 1973–1976 odbył studia specjalistyczne w zakresie teologii i pedagogiki rodziny w Instytucie Pastoralnym na Katolickim Uniwersytecie Lubelskim. Ukończył je z doktoratem z teologii na podstawie dysertacji Nierozerwalność małżeństwa jako problem duszpasterski Kościoła w Polsce w latach 1946–1970.
Jako wikariusz pracował w latach 1970–1972 w parafii Przemienienia Pańskiego w Makowie Podhalańskim, następnie w latach 1972–1973 w parafii Matki Bożej Zwycięskiej w Krakowie. W latach 1977–1979 był sekretarzem II Synodu Duszpasterskiego Archidiecezji Krakowskiej. Prowadził rekolekcje w parafiach oraz dla Grup Apostolskich i Ruchu Światło-Życie.
W seminarium krakowskim w 1977 rozpoczął prowadzenie wykładów z teologii pastoralnej, a w latach 1979–1988 zajmował stanowisko ojca duchownego. W 1977 został wykładowcą teologii pastoralnej, a w 1984 teologii życia wewnętrznego na Papieskim Wydziale Teologicznym w Krakowie (od 1981 Papieskiej Akademii Teologicznej), gdzie ponadto objął funkcję kierownika Studium Wikariuszowskiego. Wykłady z teologii pastoralnej podjął również w Sosnowieckim Wyższym Seminarium Duchownym w Krakowie.
14 maja 1988 został prekonizowany biskupem pomocniczym archidiecezji krakowskiej ze stolicą tytularną Turrisblanda. Święcenia biskupie otrzymał 4 czerwca 1988 w bazylice archikatedralnej św. Stanisława i św. Wacława w Krakowie. Udzielił mu ich kardynał Franciszek Macharski, arcybiskup metropolita krakowski, w asyście arcybiskupa Jerzego Ablewicza, biskupa diecezjalnego tarnowskiego, i Stanisława Nowaka, biskupa diecezjalnego częstochowskiego. Jako zawołanie biskupie przyjął słowa „Dominus ipse faciet” (Pan, On sam będzie działał). W archidiecezji objął urząd wikariusza generalnego, został cenzorem kościelnym, członkiem rady duszpasterskiej i kolegium konsultorów. W krakowskiej kapitule katedralnej przejął funkcję dziekana. W 2006 został przewodniczącym komisji teologiczno-duszpasterskiej „Pamięć i Troska”, zajmującej się lustracją księży archidiecezji krakowskiej. 10 marca 2022 papież Franciszek przyjął jego rezygnację z obowiązków biskupa pomocniczego krakowskiego.
W ramach Konferencji Episkopatu Polski został członkiem Komisji Charytatywnej, Komisji ds. Duszpasterstwa Rodzin, Komisji ds. Misji, Komisji ds. KUL, Komisji Duchowieństwa i Rady Rodziny.
Zajmuje się również malarstwem.
W grudniu 2019 prokurator w Krakowie rozpoznający zawiadomienie kobiety oskarżającej biskupa o molestowanie seksualne, które miało mieć miejsce w latach 1998–2003, przy czym na początku tego okresu była ona jeszcze małoletnia, umorzył postępowanie z powodu przedawnienia karalności czynu, jednakże w uzasadnieniu uznał zeznania pokrzywdzonej za wiarygodne. W lutym 2020 po opisaniu sprawy domniemanego napastowania w mediach biskup wydał oświadczenie, w którym zaprzeczył stawianym mu zarzutom i zapowiedział, że do czasu wyjaśnienia sprawy nie będzie podejmował posługi duszpasterskiej. W związku z upublicznionymi oskarżeniami opuścił archidiecezję krakowską. Po wstępnym dochodzeniu kanonicznym Kongregacja Nauki Wiary zadecydowała o wszczęciu przeciwko niemu kanonicznego procesu karno-administracyjnego, a do jego przeprowadzenia wyznaczono biskupa diecezjalnego pelplińskiego Ryszarda Kasynę. Jednocześnie hierarsze zakazano pracy duszpasterskiej z osobami małoletnimi i publicznego sprawowania posługi biskupiej. W lipcu 2021 Nuncjatura Apostolska w Polsce poinformowała, że w wyniku procesu karno-administracyjnego nie została biskupowi udowodniona wina rzekomego wykorzystywania seksualnego osoby małoletniej. Stwierdzono jednak jego nierozważne zachowanie, polegające na przyjmowaniu osoby małoletniej w prywatnym domu bez obecności jej rodziców, w wyniku czego została mu wymierzona pokuta w postaci uczestnictwa w trzymiesięcznych rekolekcjach zamkniętych, uznana za odbytą w trakcie niepodejmowania przez niego posługi biskupiej. W 2021 pokrzywdzona złożyła pozew cywilny przeciwko kurii krakowskiej, który w następnym roku wycofała po zawarciu przedsądowej ugody, w wyniku której otrzymała finansowe zadośćuczynienie.

## Odznaczenia
W 2014 otrzymał medal Bene Merenti nadany przez Polskie Towarzystwo Teologiczne.